# Bruce Lee Supercampione
Bruce Lee Supercampione (caratteri cinesi tradizionali: 李小龍傳奇; caratteri cinesi semplificati: 李小龙传奇; pinyin: Li Xiǎolóng Chuán Qí) è un film del 1976, diretto da See-Yuen Ng. Il titolo originale si traduce in italiano come La leggenda di Bruce Lee.

## Trama
Dopo aver trascorso la giovinezza a Hong Kong, praticando Kung Fu, Bruce Lee si reca negli Stati Uniti per frequentare l'università. Lì aprirà una palestra e verrà sfidato dal maestro Murayaki, ingelosito dalla sua bravura nelle arti marziali. Successivamente si sposterà a Los Angeles con la speranza di diventare una stella del cinema.
Non riuscendo nell'impresa, ritorna nella sua patria nativa, dove realizzerà il suo sogno. All'apice del successo, Lee morirà prematuramente colto da un malore improvviso.

## Produzione
Il film è stato girato a Hong Kong, negli Stati Uniti, in Thailandia e in Italia.

## Distribuzione
Il film è uscito nelle sale di Hong Kong il 26 ottobre 1976 con il titolo Li Xiǎolóng Chuán Qí (La leggenda di Bruce Lee), accreditato anche come Bruce Lee: The true story (Bruce Lee: La vera storia). È conosciuto anche con il titolo Bruce Lee: The Man, the Myth (Bruce Lee: L'uomo, il mito). La versione DVD è stata distribuita nel Regno Unito nel 2000.
In Italia è stato distribuito per la prima volta al cinema nel 1980, poi in VHS qualche anno dopo, in DVD il 19 ottobre 2001, successivamente anche il 5 giugno 2013.

## Curiosità
- Il ruolo di Yip Man, maestro di Bruce in età giovanile, nella pellicola è interpretato dal primogenito del grande Maestro, Ip Chun.